# Bolikhanh
Bolikhanh es un distrito de la provincia de Bolikhamxai, Laos. A 1 de marzo de 2015 tenía una población censada de 49 431 habitantes.
Se encuentra ubicado en el centro-norte del país, cerca del río Nam Kading —afluente del río Mekong— y de la frontera con Tailandia y Vietnam.